# Villa Ruffo

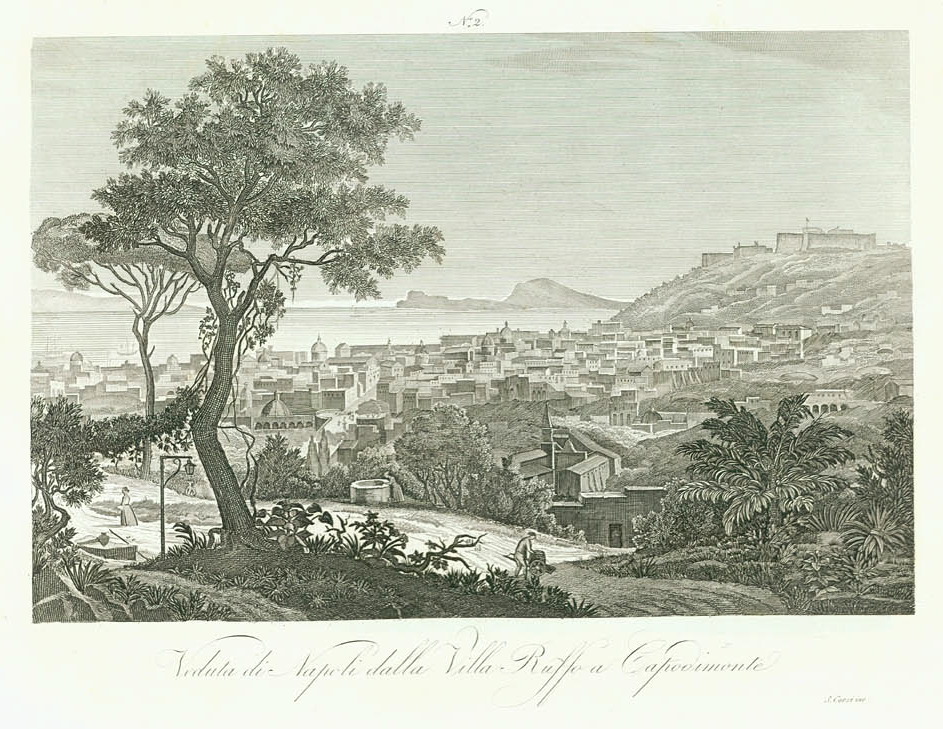
Blick von der Villa Ruffo aus über Neapel (Attilio Zuccagni Orlandini, um 1850)

Die Villa Ruffo ist ein Landhaus aus dem 19. Jahrhundert im Viertel Stella von Neapel in der italienischen Region Kampanien. Sie liegt in der Via Capodimonte.

## Geschichte
In den Jahren 1817–1819 kaufte der Markgraf Girolamo Ruffo ein Landgut in der Gegend der Colli Aminei, an das ein Grundstück an der Kurve der Via Capodimonte grenzte, das er wenig später kaufte. Das Landgut war mit Zitrusfrüchten und Weinreben bepflanzt und Ruffo ließ dort ein Landhaus für sich erbauen.
Er beauftragte den Architekten Antonio Niccolini mit dem Bau der Villa. In den bepflanzten Gärten ließ Niccolini ein erstes Hauptgebäude errichten, in das man durch einen neuen Eingang an der Via Capodimonte gelangte. Später ließ Niccolini ein kleineres Gebäude in der Nähe der Salita di San Gennaro dei Poveri restaurieren und es in ein kleines Landhaus umbauen, an das er eine Eingangsterrasse anbauen ließ, die mit Opus reticulatum verziert war.
In den 1930er-Jahren beanspruchte der Bau der Viale Colli Aminei einen Teil des Landgutes, aber die Villa und das kleine Landhaus blieben unberührt.